# Перегони з дружинами
Перегони з дружинами (фін. eukonkanto or akankanto, ест. naisekandmine, швед. kärringkånk) — традиційна фінська розвага. Це конкурс, в якому чоловіки змагаються за першість, несучи на плечах свою дружину або дівчину. Метою є першими досягти фінішу та не загубити по дорозі дружину. Крім того, на дистанції є смуга перешкод, яку чоловіки мають подолати за найкоротший час. Цей вид змагань був вперше проведений у Сонкаярві, Фінляндія. Проведення чемпіонатів світу проводяться щорічно з 1992 року. Головний приз залежить від ваги дружини і видається у кількості пива. Існує кілька типів перенесення дружини: на руках, через плече або в естонському стилі — дружина висить догори ногами тримаючись за талію чоловіка.

## Історія
Змагання були вперше проведені в Фінляндії. За легендою, в 1800-х роках  існував розбійник на ім'я Геррко Росво-Ронкайнен. Він жив у лісі та був грабіжником. Разом зі своєю бандою він грабував селян, а те, що награбував - клав на плече та ніс у ліс. Мішки і жінки - не мало значення. Це одна з історій виникнення змагань.
За іншою версією, річ в традиціях регіону. Аби одружитися із дівчиною, її необхідно було викрасти, що і робили чоловіки. Та як би не було, на разі цей вид змагань є популярним у різних країнах, серед яких Австралія, Сполучені Штати Америки, Естонія, Китай, Велика Британія та Україна.

## Правила
Оскільки територія лісів не надто сприятлива для бігу, для грабіжників це було випробуванням на силу та витримку. Ландшафт складався з каменів, парканів, струмків тощо. Проте зараз усі ці складні умови спеціально додаються до умов проходження траси. Найчастіше використовують басейн, колоди, гірки з піску, паркани та інше. В правилах змагань є й чіткі вказівки до облаштування траси.
1. Довжина офіційної траси має становити 253,5 метрів.
2. Траса мусить мати дві сухі перешкоди і водну перешкоду, близько одного метра глибиною.
3. Дружина може бути власна, або ж сусіда. Вона може бути просто вашою знайомою або подругою, факт вашого одруження не важливий. Однак їй має бути більше 17 років.
4. Мінімальна вага дружини має бути не менше 49 кілограмів. Якщо вона важить менше, ніж 49 кг, вона буде вдягнена в жилет, що містить додаткову вагу, щоб довести загальну вагу до 49 кг.
5. Всі учасники повинні насолоджуватися змаганнями.
6. Кожен учасник сам несе відповідальність за своє здоров'я.
7. Єдине дозволене устаткування - шолом.
8. Конкурсанти повинні звертати увагу на вказівки організаторів конкурсу.
9. Переможцем вважається тільки одна пара, що найшвидше пройшла дистанцію без втрати дружини та падінь.
10. Окремо оцінюються найбільш видовищна пара, пара з найоригінальнішим костюмом.

У той час, як Міжнародні правила є основою для всіх змагань, правила та призи дійсно змінюються для кожного змагання.

## Чемпіони світу
- 2013 - Тайсто Miettinen (Фінляндія) і Христина Хаапанен (Фінляндія) .
- 2012 - Тайсто Miettinen (Фінляндія) і Христина Хаапанен (Фінляндія).
- 2011 - Тайсто Miettinen (Фінляндія) і Христина Хаапанен (Фінляндія).
- 2010 - Тайсто Miettinen (Фінляндія) і Христина Хаапанен (Фінляндія).
- 2009 - Тайсто Miettinen (Фінляндія) і Христина Хаапанен (Фінляндія).
- 2008 - Алар Voogla (Естонія) і Кірсті Viltrop (Естонія).
- 2007 - Мадіс Uusorg (Естонія) і Інга Klauso (Естонія), час 61,7 секунд.
- 2006 -. Марго Uusorg (Естонія) і Сандра Kullas (Естонія), час 56,9 секунд
- 2005 -. Марго Uusorg (Естонія) і Егле Соллі (Естонія), час 59 секунд
- 2004 - Мадіс Uusorg (Естонія) і Інга Klauso (Естонія) раз 65.3 секунд
- 2 003 - Марго Uusorg (Естонія) і Егле Соллі (Естонія) раз 60,7 секунд .
- 2002 - Мееліс Tammre (Естонія) і Енн Zillberberg (Естонія) час 63,8 секунд.
- 2001 - Марго Uusorg (Естонія) і Біргіт Ульріх (Естонія) раз 55,6 секунд.
- 2000 - Марго Uusorg (Естонія) і Біргіт Ульріх (Естонія), час 55,5 секунд. (Світовий рекорд)
- 1999 - Імре Амбос (Естонія) і Annela Ojaste (Естонія) час 64,5 секунд.
- 1998 - Імре Амбос (Естонія) і Annela Ojaste (Естонія) раз 69,2 секунд .
- 1997 - Міккель Крістенсен (Фінляндія) і Тійна Юссіла (Фінляндія) раз 65 секунд .

## У світі

### Австралія
Австралійські змагання з перенесення дружин проводяться щорічно, починаючи з 2005 року. 2013 - South Bank, Брисбен  2008 - у Сінглтоні, Новий Південний Уельс 2007 - австралійські чемпіонів: Ентоні Партрідж і Анжела Мур

### Північна Америка
Північноамериканський чемпіонат проводитися щорічно на День Колумба, зазвичай це вихідні в жовтні. Все відбувається на гірськолижному курорті  в місті Ньюрі, штат Мен.

### Україна
В Україні змагання проводилися за офіційною франшизою 23 травня 2015 року в столиці, на Оболоні. Перемогу здобула пара з Росії, другими стали чинні чемпіони Фінляндії, а третє місце - пара киян. Організатором змагань виступила компанія UniFit. Ця ж компанія планує змагання в грудні у Львові.